# Christos Taliadoru
Christos Taliadoru – cypryjski bokser, reprezentant Cypru na Mistrzostwach Europy 1989, które odbyły się w Atenach.
Na Mistrzostwach Europy 1989 rywalizował w kategorii półciężkiej. Odpadł w 1/8 finału, przegrywając przed czasem z Polakiem Stanisławem Łakomcem.